# کوین آلخاندرو
کوین آلخاندرو (انگلیسی: Kevin Alejandro؛ زادهٔ ۷ آوریل ۱۹۷۶) یک هنرپیشه اهل ایالات متحده آمریکا است. او در سریال لوسیفر نقش دن اسپنوزا و شوهر سابق کلوئی را بازی کرد.